# Gauliga Sudetenland 1940/41
Die Gauliga Sudetenland 1940/41 war die dritte Spielzeit der Gauliga Sudetenland des Fachamtes Fußball. In dieser Saison wurde die Gauliga Sudetenland erneut in zwei Staffeln im Rundenturnier ausgespielt. Die beiden Staffelsieger trafen dann in einem Finalspiel aufeinander. Die Gaumeisterschaft sicherte sich zum ersten Mal die NSTG Prag nach einem 4:2-Sieg gegen den LSV Pilsen und qualifizierten sich somit für die deutsche Fußballmeisterschaft 1940/41. Bei dieser schieden die Prager in einer Gruppe mit dem Dresdner SC und Tennis Borussia Berlin mit einem Unentschieden und drei Niederlagen aus. In dieser Spielzeit kam es aufgrund von kriegsbedingtem Spielermangel bei diversen Vereinen zu etlichen Spielausfällen und Rückzügen.

## Gruppe 1
| Pl. | Verein              | Sp. | S | U | N | Tore    | Quote | Punkte |
| --- | ------------------- | --- | - | - | - | ------- | ----- | ------ |
| 1.  | LSV Pilsen (N)      | 4   | 4 | 0 | 0 | 016:500 | 3,20  | 08:0   |
| 2.  | NSTG Asch a (N)     | 4   | 1 | 0 | 3 | 010:120 | 0,83  | 02:60  |
| 3.  | NSTG Brüx           | 4   | 1 | 0 | 3 | 009:180 | 0,50  | 02:60  |
| 4.  | NSTG Eger b         | 0   | 0 | 0 | 0 | 000:000 | 1,00  | 0:0    |
| 5.  | NSTG Karlsbad b     | 0   | 0 | 0 | 0 | 000:000 | 1,00  | 0:0    |
| 6.  | NSTG Graslitz c (M) | 0   | 0 | 0 | 0 | 000:000 | 1,00  | 0:0    |

| (M) | Titelverteidiger               |
| (N) | Aufsteiger aus der Bezirksliga |

## Gruppe 2
| Pl. | Verein                | Sp. | S | U | N | Tore    | Quote | Punkte |
| --- | --------------------- | --- | - | - | - | ------- | ----- | ------ |
| 1.  | NSTG Prag (N)         | 6   | 5 | 1 | 0 | 018:900 | 2,00  | 11:10  |
| 2.  | NSTG Teplitz-Schönau  | 6   | 3 | 1 | 2 | 019:110 | 1,73  | 07:50  |
| 3.  | NSTG Prosetitz        | 6   | 2 | 1 | 3 | 010:100 | 1,00  | 05:70  |
| 4.  | NSTG Aussig           | 6   | 0 | 1 | 5 | 004:210 | 0,19  | 01:11  |
| 5.  | NSTG Gablonz d        | 0   | 0 | 0 | 0 | 000:000 | 1,00  | 0:0    |
| 6.  | NSTG Böhmisch Leipa e | 0   | 0 | 0 | 0 | 000:000 | 1,00  | 0:0    |

| (N) | Aufsteiger aus der Bezirksliga |

## Finale Gaumeisterschaft
| Datum         |                             | Ergebnis |                              | Ort            |
| ------------- | --------------------------- | -------- | ---------------------------- | -------------- |
| 23. März 1941 | NSTG Prag (Sieger Gruppe 2) | 4:2      | LSV Pilsen (Sieger Gruppe 1) | Schreckenstein |